# Flecken-Zwergbärtling

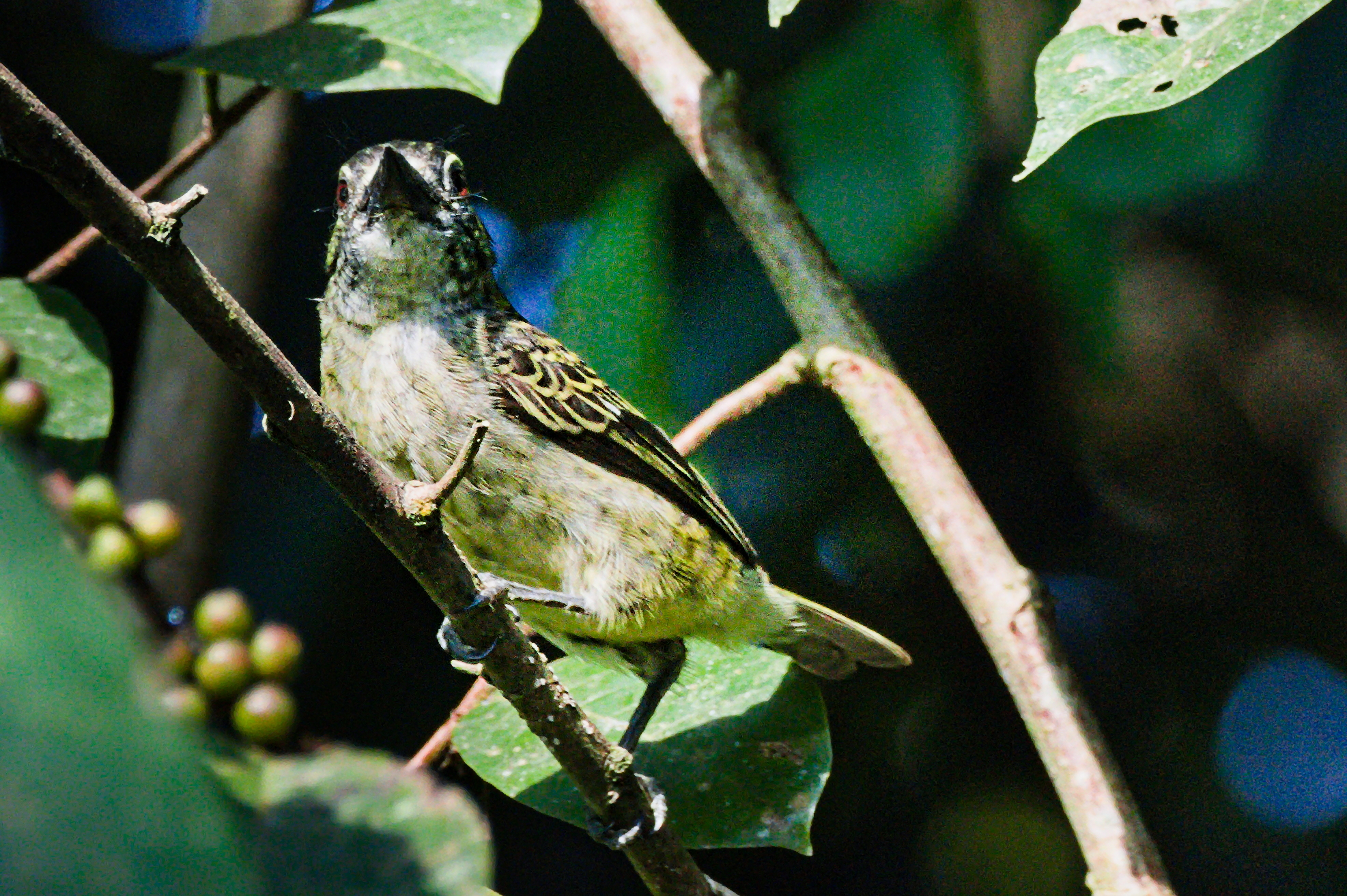
Flecken-Zwergbärtling

Der Flecken-Zwergbärtling (Pogoniulus scolopaceus), auch Schuppen-Zwergbärtling genannt, ist eine Art aus der Familie der Afrikanischen Bartvögel. Die kleine und unauffällig dunkel gefärbte Art kommt in Afrika beiderseits des Äquators vor. Es werden mehrere Unterarten unterschieden. Die IUCN stuft den Flecken-Zwergbärtling als nicht gefährdet (least concern) ein.

## Merkmale

### Aussehen und Körperbau
Die Männchen der Nominatform erreichen eine Flügellänge zwischen 5,2 und 5,5 cm. Der Schwanz wird 3–3,2 cm lang. Die Schnabellänge beträgt 1,28–1,6 cm. Die Flügellänge der Weibchen liegt bei 5,1–5,6 cm, ihr Schwanz wird 29–32 cm lang. Der weibliche Schnabel misst 1,38–1,63 mm. Damit besteht kein auffälliger Sexualdimorphismus bezüglich der Körpermaße. Bei unklarer Zuordnung der Geschlechter ergaben verschiedene Studien ein Körpergewicht zwischen 11 und 18 g für adulte Vögel.
Männchen wie Weibchen haben ein olivfarben bis schwarzes Gesicht mit feinen gelben Flecken, der Oberkopf ist grünlich-schwarz. Die Körperoberseite ist dunkel gelblich-grün. Die Steuerfedern sind braun mit grünlich-gelben bis gelben Säumen. Das Kinn und die Kehle ist gelblich weiß. Brust und  Bauch sind auf blassgelbem Grund olivgrün gesprenkelt. Die Oberseite der Schwingen ist braun mit gelben Federsäumen, ebenso wie die Oberflügeldecken, die dadurch schuppig oder fleckig wirken. Die Unterseite der Flügel ist etwas heller braun mit breiten weißgelben oder gelben Säumen. Der Flügelbug ist auf gelbem Grund schwarzbraun gebändert.
Die Haut um die Augen ist dunkelgrau bis grünlich-schwarz. Die Iris der Augen ist variabel gelb, gelbbraun oder weiß gefärbt; an der Pupille ist sie meist dunkler und blasst nach außen hin aus. Der kräftige Schnabel ist matt schwarz; Beine und Füße sind dunkelgrün. Jungvögel weisen auf der Körperoberseite mehr Gelb auf, das aber blasser als bei den adulten Vögeln ist. Der Schnabel ist matter schwarz als bei adulten Individuen und verblasst an seiner Basis ins Mattgelbe.

### Lautäußerungen
Der Flecken-Zwergbärtling verfügt über ein Repertoire aus mehreren Rufen. Ein gängiger Ruf beginnt mit einzelnen tik, auf die tikik-Silben und schließlich eine Reihe einzelner tik-Silben und Serien aus zwei bis sechs dieser Silben folgen. Auch hut-hut-…- oder tok-tok-…-Serien (ähnlich wie beim Gelbstirn-Bartvogel) sind gängige Rufe des Flecken-Zwergbärtlings. Daneben geben die Vögel auch froschähnliche Nasallaute, schrille Hyet-Ruffolgen sowie ein Stakkato kurzer, hoher ti-Laute von sich, die sich bis auf 2,25 kHz steigern.

## Verbreitung
Das Verbreitungsgebiet des Flecken-Zwergbärtlings reicht von Sierra Leone und Guinea (einschließlich Bioko) über den Süden Westafrikas bis nach Südkamerun, in den Südosten der Zentralafrikanischen Republik und Uganda sowie in den Norden Angolas und den Südosten der Demokratischen Republik Kongo. Die westkenianischen Vorkommen sind offenbar erloschen.

## Lebensraum
Der Flecken-Zwergbärtling bewohnt Wälder und Waldränder, Bruchwälder, Rodungen und Sukzessionsgesellschaften in verschiedener Ausprägungen. Auch in Kulturlandschaften wie Kakaoplantagen, sofern dort genug Totholz für den Höhlenbau vorhanden ist. Die Höhenverbreitung reicht bis auf 1.800 Meter, auf Bioko von 50 bis auf 1.000 m.

## Lebensweise

### Ernährung
Während der Nahrungssuche hält er sich bevorzugt in einer Höhe von 15 bis 25 m über dem Erdboden auf. Die Bestandsdichte in Gabun wird auf 12 bis 15 Paare je Quadratkilometer Primärwald und drei bis fünf Paare je Quadratkilometer Sekundärwald geschätzt. Das Nahrungsspektrum besteht aus Früchten und Insekten. Insekten werden gelegentlich in der Luft gefangen.

### Territorialverhalten
Flecken-Zwergbärtlinge sind territoriale Vögel, die ganzjährig ein Revier verteidigen, dessen Zentrum die Nisthöhle ist. Die Reviere haben eine Größe von 6 bis 8 ha in Primärwald, Reviere in Sekundärwald sind mit 20–33 ha deutlich größer. Das Männchen verteidigt das Revier mit Reviergesängen.

### Fortpflanzung
Brutpaare des Flecken-Zwergbärtlings schlafen auch außerhalb der Brutzeit gemeinsam in der Bruthöhle, teilweise auch zu dritt. Sie befindet sich in einer Höhe von mindestens einem halben Meter; in Gabun wurden Nester auf 3–8, in Liberia auf 22 m gefunden. Die Höhlnöffnung ist mit 10 mm  selbst für einen kleinen Vogel wie den Flecken-Zwergbärtling äußerst schmal. Oft werden verbrannte Schirmbäume (Musanga) in Farmland zum Nestbau genutzt. Das Gelege besteht aus 2–4 Eiern mit weißer Schale; sie messen 17–18,5 ×13,5–14,5 mm.
Bisweilen wird das eigentliche Brutpaar von einem weiteren adulten Vogel bei der Brut und der Aufzucht der Jungen unterstützt, der sich im gleichen Maße wie die Eltern um die Beschaffung von Nahrung bemüht. Dauer und Zeitpunkt der Brutzeit variieren je nach Region. Während sie in einigen Gebieten äußerst kurz dauert (in Uganda etwa von Dezember bis Januar und im Mai), brüten Flecken-Zwergbärtlinge anderenorts das ganze Jahr hindurch.

## Systematik
Für den Flecken-Zwergbärtlingen werden üblicherweise drei Unterarten anerkannt:
- P. scolopaceus scolopaceus (Bonaparte, 1850) – Die Nominatform bewohnt das Westliche Afrika bis einschließlich Nigeria.
- P. scolopaceus flavisquamatus (J. Verreaux & E. Verreaux, 1855) – Diese Unterart ist dunkler gefärbt als die Nominatform, sie ist auch etwas größer. Ihr Verbreitungsgebiet umfasst das südliche Kamerun bis nach Uganda im Osten und zur Demokratischen Republik Kongo und Angola im Süden.
- P. scolopaceus stellatus (Jardine & Fraser, 1852) – Die größte der drei Unterarten bewohnt lediglich die Insel Biolo im Golf von Biafra. Ihr Gefieder weist weniger Gelbanteile auf, weshalb sie auf der Bauchseite eher olivgrün erscheinen, während der Rücken heller als bei den anderen Unterarten ist.

## Belege